# Соколова, Лелия Ивановна
Ле́лия Ива́новна Соколо́ва (26 февраля 1938, Йошкар-Ола, Марийская АССР, СССР — 7 августа 2017, там же) — советский и российский врач-педиатр, общественный деятель. Главный врач Йошкар-Олинской детской городской больницы Марий Эл (1981—2017). Заслуженный врач Российской Федерации (1993), заслуженный врач Марийской АССР (1988). Почётный гражданин города Йошкар-Олы (1998). Её имя внесено в энциклопедию «Лучшие люди России» (2006).

## Биография
Родилась 26 февраля 1938 года в г. Йошкар-Оле — столице Марийской АССР. В 1955 году окончила женскую школу № 9 г. Йошкар-Олы. По совету мамы поступила в Казанский медицинский институт, который окончила в 1961 году.
В 1961—1968 годах работала врачом-педиатром детской больницы г. Миасс Челябинской области. Вернулась в Йошкар-Олу, где до 1972 года трудилась в Детской городской больнице. В 1972—1974 годах училась в клинической ординатуре по педиатрии г. Казани.
В 1981—2017 годах — главный врач Йошкар-Олинской детской городской больницы.
Скончалась 7 августа 2017 года в г. Йошкар-Оле.

## Профессиональная деятельность
Во время работы главным врачом Йошкар-Олинской детской городской больницы под её руководством создана целая сеть учреждений городского здравоохранения: детские поликлиники № 4 и № 5, молочные кухни № 1 и № 4, отделение восстановительного лечения, специализированные отделения детской городской больницы. В 2015 году построено и сдано в эксплуатацию новое здание детской поликлиники № 3, которая является базовой поликлиникой по оказанию специализированной и диагностической помощи детям.
Большое внимание уделяла внедрению современных технологий, расширению стационарной службы и организации специализированных отделений, оснащению подразделений больницы современной аппаратурой, освоению эффективных, в том числе и нетрадиционных, методов лечения и диагностики, оказанию специальной и социальной помощи детям, подготовке медицинских кадров.
За огромный вклад в отрасль здравоохранения, за самоотверженный труд на благо здоровья детей, за активную общественную жизнь, доброжелательность и отзывчивость в 2006 году её имя внесено в энциклопедию «Лучшие люди России».

## Общественная деятельность
- С 1985 года неоднократно избиралась депутатом Ленинского районного Совета Народных депутатов г. Йошкар-Олы и Йошкар-Олинского городского Совета депутатов[1].
- В 1990—1993 годах являлась депутатом, заместителем председателя Верховного Совета Марийской АССР XII созыва, членом Президиума Рескома профсоюза работников здравоохранения[2].
- В 1996—2000 годах была депутатом Йошкар-Олинского городского Собрания второго созыва[1].

## Память
- 26 февраля 2018 года на здании Йошкар-Олинской детской городской больницы была открыта мемориальная доска многолетнему главному врачу больницы Л. И. Соколовой[4][5].
- В сентябре 2018 года имя бывшего главного врача Л. И. Соколовой было присвоено Йошкар-Олинской детской городской больнице[6].

## Звания и награды
- Заслуженный врач Российской Федерации (1993)[1]
- Заслуженный врач Марийской АССР (1988)[1]
- Нагрудный знак «Отличник здравоохранения Российской Федерации»[1]
- Почётный гражданин города Йошкар-Олы (1998)[3]
- Орден «Знак Почёта» (1986)[7]
- Орден «За заслуги перед Марий Эл» II степени (2015)[2]
- Медаль ордена «За заслуги перед Марий Эл» (2008)[2]
- Медаль «За доблестный труд. В ознаменование 100-летия со дня рождения Владимира Ильича Ленина» (1970)
- Медаль «Ветеран труда»[3]
- Почётная грамота Республики Марий Эл (1998)[7]